# NWA United States Junior Heavyweight Championship
Con NWA United States Junior Heavyweight Championship si intendono una serie di titoli di wrestling che sono stati promossi per con lo stesso nome, utilizzati da diverse federazioni affiliate alla National Wrestling Alliance (NWA) a partire dal 1959. Nel corso degli anni la NWA ha riconosciuto un totale di quattro titoli con questo nome.

## Storia
Il primo a fregiarsi di un titolo con questo nome fu Dory Funk, che nel 1953 sconfisse Roger Mackay, venendo riconosciuto campione. Tuttavia, nonostante le continue richieste da parte dei promoter locali, la National Wrestling Alliance non riconobbe mai il titolo, che venne abbandonato un anno più tardi, quando Funk si spostò nella divisione heavyweight. Fu solo a partire dalla seconda metà degli anni '50 che la National Wrestling Alliance diede ai propri territori la possibilità di istituire propri titoli per la categoria di peso dei Junior Heavyweight, piuttosto popolare negli Stati Uniti, che fungessero da riconoscimenti secondari rispetto al NWA World Junior Heavyweight Championship, universalmente riconosciuto tra tutte le federazioni affiliate alla NWA.
Un primo titolo promosso come United States Junior Heavyweight Championship fu istituito nel 1959 dalla NWA Mid-America, attiva principalmente tra Tennessee e Kentucky, decretando come campione inaugurale Jesse James quando questi arrivò nel territorio. Tuttavia questa versione del titolo fu promossa sporadicamente nel corso degli anni '60 e nei primi anni '70, venendo promossa un'ultima volta nel 1974, prima di venir accantonato.
Nel 1964 anche la Georgia iniziò a promuovere una sua versione del titolo, riconoscendo come primo campione Greg Peterson, vincitore del torneo indetto dalla federazione. Anche per questo titolo la sua rilevanza andò a scemare nel corso degli anni '70, con Bob Orton Jr. come ultimo campione documentato, nel 1976. A partire da quest'anno il titolo non venne più promosso ed è considerato disattivato da allora.
Anche la Southeastern Championship Wrestling, attiva tra Alabama, Florida, Tennessee e Mississippi, promosse una sua versione del titolo a partire dal 1979, quando riconobbe Mike Graham, precedentemente detentore della versione della Georgia, come proprio campione inaugurale. Questo riconoscimento, che presto fu ribattezzato NWA Southeastern United States Junior Heavyweight Championship, fu mantenuto nonostante i diversi rebranding della federazione (prima in Continental Championship Wrestling e poi in Continental Wrestling Federation), venendo promosso anche quando la federazione lasciò la National Wrestling Alliance nel 1987, venendo disattivato solo con la chiusura della Continental Wrestling Federation nel 1989.
Tra la fine degli anni '90 e i primi anni 2000 fu introdotto un nuovo titolo, noto ufficialmente come NWA Tri-State Junior Heavyweight Championship, ma promosso talvolta come titolo statunitense. Questo riconoscimento rimase attivo fino al 2004, quando fu disattivato e sostituito nel territorio dal NWA Tri-State X Championship.

## Versioni del titolo
| Data creazione | Data cessazione | Territorio  | Modalità di termine                         |
| -------------- | --------------- | ----------- | ------------------------------------------- |
| 1959           | 1974            | Mid-America | Titolo non più promosso                     |
| 1964           | 1976            | Georgia     | Titolo non più promosso                     |
| 1979           | 1989            | Southeast   | Chiusura del territorio                     |
| 1998           | 2007            | Tri-State   | Sostituito dal NWA Tri-State X Championship |